# Viktor Arnar Ingólfsson

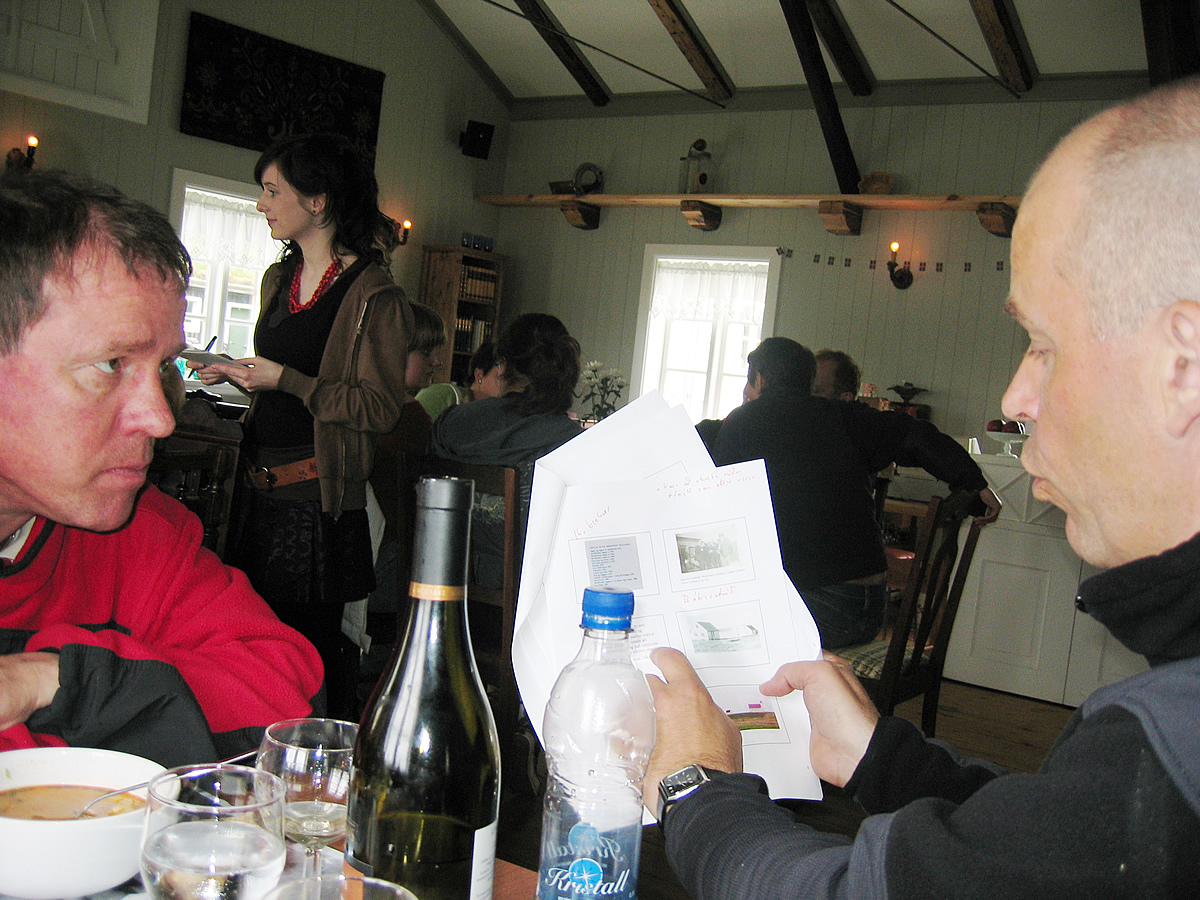
Viktor Arnar Ingólfsson till höger

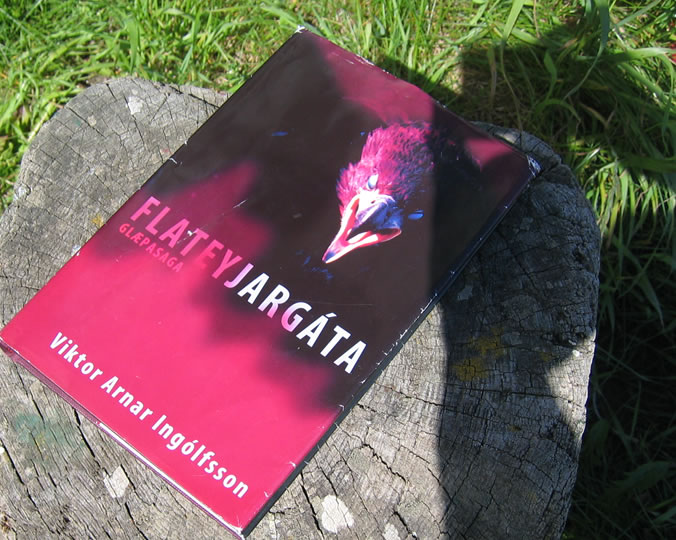
Boken "Flateyjargáta"

Viktor Arnar Ingólfsson, född 12 april 1955 i Akureyri, är en isländsk kriminalförfattare. Han har en civilingenjörsexamen och har en framgångsrik författarkarriär, och arbetar heltid på det isländska vägverket.
Viktor Arnar har blivit nominerad två gånger till Glasnyckelns litteraturpris, som delas ut av Skandinaviska Kriminalsällskapet. Två av hans fem romaner har blivit översatta till tyska.